# سيدي الحاج العربي (بير الطالب)
سيدي الحاج العربي هي إحدى مشيخات المملكة المغربية، تتبع جغرافيا لإقليم سيدي قاسم وإداريًا لبير الطالب. يقدر عدد سكانها بـ 5494 نسمة حسب الإحصاء الرسمي للسكان والسكنى لسنة 2004.